# Benson (Illinois)
Pour les articles homonymes, voir Benson.
Benson est un village situé au centre du comté de Woodford, dans l'Illinois, aux États-Unis,. Il est incorporé le 17 août 1894.

## Démographie
Lors du recensement de 2010, le village comptait une population de 423 habitants. Elle est estimée, en 2016, à 425 habitants.

### Source de la traduction
- (en) Cet article est partiellement ou en totalité issu de l’article de Wikipédia en anglais intitulé « Benson, Illinois » (voir la liste des auteurs).